# Obraz Matki Bożej Bolesnej z Czarnego Potoku
Obraz Matki Bożej Bolesnej („Pietà Czarnopotocka”) – łaskami słynący obraz Matki Bożej trzymającej martwe ciało Jezusa znajdujący się w kościele św. Marcina w Czarnym Potoku koło Łącka w województwie małopolskim.
Obraz umieszczony jest w głównym ołtarzu kościoła parafialnego.

## Historia
Czarnopotocki wizerunek ma wymiary 116,3 cm x 75,3 cm i przybiera kształt prostokąta. Obraz namalowany jest techniką olejną na trzech deskach z drzewa modrzewiowego. Na górnej listwie obrazu wycięty jest rok 1649 (oznacza czas powstania obrazu). W lewym dolnym rogu obrazu znajdują się inicjały: M.I., które mogą wskazywać, że obraz namalował Mateusz Ingerman (malarz ur. w Antwerpii, studiował malarstwo w Rzymie). Fundacje wizerunku przypisuje się Wielogłowskim (kolatorom kościoła w Czarnym Potoku). Nie wiadomo czy „Pietà Czarnopotocka” zaraz po namalowaniu (1649) znalazła się w kościele. Prawdopodobnie przez dłuższy czas obraz znajdował się we dworze fundatora. Pierwsza informacja źródłowa o wizerunku znajduje się na odwrocie obrazu i w tłumaczeniu polskim brzmi: „W roku 1714 obraz ten został ozdobiony sukienką srebrną na polecenie Ks. Michała Feliksińskiego” a pierwsze akta wizytacyjne wzmiankujące obraz zachowały się z 1728 r. i mówią o wizerunku Matki Boskiej w głównym ołtarzu „Imum maius in quo est imago gratiosa B. V.M. Dolorosae”. Wizerunek Matki Bolesnej zastąpił obraz Opłakiwania Chrystusa, zwany w aktach wizytacji Zdjęciem z Krzyża, który obecnie znajduje się w Muzeum Diecezjalnym w Tarnowie. Podobny wizerunek do Czarnopotockiego znajduje się w kościele w Wielogłowach koło Nowego Sącza w ołtarzu bocznym.

## Opis obrazu
Na obrazie przedstawiona jest Matka Boża Bolesna w pozycji siedzącej, zwrócona frontalnie do widza. Dłońmi podtrzymuje spoczywające na jej kolanach martwe ciało syna – Jezusa. Madonna odziana jest w szaty a jej głowę i ramiona okrywa chusta, spod której widać różową suknię. Z ramienia Matki spływa obszerny ciemnobłękitny płaszcz, okrywający jej kolana. Zbawiciel jest przedstawiony o dużych rozmiarach (choć nie jest na pierwszym planie) jako młody, dobrze zbudowany i nagi mężczyzna. Jedynie na biodrach okryty jest białym perizonium. Bezwładnie zwisają jego nogi oraz lewa ręka prawie dotykając ziemi. Głowę Maryi otacza kolista aureola przypominająca kształt zachodzącego słońca. Postacie przedstawione są na czarnym tle. Od czasu koronacji wizerunku (1999) na głowę (na obrazie) Matki Boskiej nałożona jest korona a na głowie Chrystusa korona cierniowa. Zaprojektował je ks. Tadeusz Bukowski (były dyrektor Muzeum Diecezjalnego w Tarnowie), korona Matki Boskiej przypomina splecione ciernie i osty, ze złota inkrustowanego kryształem górskim w formie krzyża i 5 rubinami, symbolizującymi rany Chrystusa.

## Konserwacja
„Czarnopotocka Pietà” była kilkakrotnie poddawana renowacjom:
- 1950 r. konserwacja przeprowadzona przez prof. Mariana Słoneckiego,
- 1971 r. przeprowadził konserwację Zbigniew Jaskowski,
- 1999 r. przez nieznanego konserwatora,
- 2019 r. ostatnia konserwacja i badania wizerunku.

## Kult Matki Bożej
Obraz z Czarnego Potoku od początku zasłynął łaskami. W 1689 roku zanotowano cud uzdrowienia Jędrzeja Szwarcenberga, syna stolnika wołyńskiego. Rodzice później w podziękowaniu złożyli wotum trzynastu grzywien srebra na korony i sukienki dla obrazu. Wizytacja z 1728 r. wylicza wota przy obrazie: „Koron dwie, Vota trzy, Votum duże na obrazie Dolorosae B. V. Mariae”. Od 1727 roku założono pierwszą księgę łask pt. „Gutta Maris gratianum Mariae…”. Księgę tę założył ks. Tomasz Włoszkiewicz, a jej treść stanowi opis łask do roku 1834. Drugą księgę założył ks. Zygmunt Miętus, zawiera opisy łask do czasów współczesnych. Obie księgi do roku 1972 zawierają 106 wpisów. Przy obrazie Czarnopotockiej Pani było dawniej wiele wotów, które zrabował rząd austriacki podczas zaborów, wystawiając na to dokument zachowany do dziś. Od 1867 r. cześć Matki Bożej szerzyło miejscowe Bractwo Różańcowe do którego należało tysiąc osób.
8 czerwca 1997 roku papież Jan Paweł II poświęcił korony do wizerunku z Czarnego Potoku w czasie pielgrzymki do Polski na błoniach krakowskich, a 12 września 1999 roku ówczesny biskup tarnowski Wiktor Skworc ukoronował czarnopotocki wizerunek. Koronacja obrazu połączona została z uroczystościami odpustowymi, w których udział wzięło 50 tys. wiernych z Polski oraz Węgier. Biskup Wiktor Skworc również potwierdził dekretem istnienie sanktuarium w Czarnym Potoku na podstawie kan. 1230 KPK oraz statutu 303 IV Synodu Diecezji Tarnowskiej (Tarnów, 2003.02.02).
Obecnie Matka Boża Bolesna czczona jest podczas nowenny w każdą środę do Matki Bożej Nieustającej Pomocy, a w piątek do MB Bolesnej oraz odmawiana jest Koronka do siedmiu boleści Maryi. W piątek przed Niedzielą Palmową oraz przez cały tydzień w okolicy 15 września odbywa się odpust parafialny ku czci Matki Bożej z „Czarnopotockiej Piety”. Do sanktuarium przybywają licznie pielgrzymi i piesze pielgrzymki (zwłaszcza na wrześniowy odpust). Przyjeżdżają licznie wierni z Sądecczyzny, Limanowszczyzny i dalszych stron Polski. Obecnie wznoszony jest nowy kościół – sanktuarium NMP Bolesnej.